# Blackbird (brano musicale Alter Bridge)
Blackbird è un brano musicale del gruppo musicale statunitense Alter Bridge, ottava traccia dell'omonimo album, pubblicato il 5 ottobre 2007 dalla Universal Republic.
Con la sua durata complessiva di quasi 8 minuti, è il brano più lungo mai composto dal gruppo. Ha ricevuto il plauso della critica sin dalla sua uscita, venendo spesso citato come il punto più alto dell'album e della carriera della band da critici, fan, e dagli stessi Alter Bridge.

## Storia
Blackbird è stata composta e arrangiata dai quattro componenti degli Alter Bridge, e il testo è stato scritto dal cantante e chitarrista Myles Kennedy, che disse che la realizzazione della canzone era stata molto difficile e gli aveva portato via molto tempo. Kennedy lo ha paragonato alla vita, un continuo essere in equilibrio tra momenti nervosi, tristi e felici che ci sono tutti i giorni. Il cantante sostiene inoltre che Blackbird sia una delle canzoni più gratificanti che la band abbia mai scritto. Il chitarrista Mark Tremonti racconta così la nascita del brano:

In un'intervista, Kennedy ha dichiarato che il brano è dedicato al ragazzo che gli vendette la sua prima chitarra, un suo caro amico che si ammalò gravemente e non trovò una fine serena:
La canzone viene suonata molto spesso dal vivo ed è presente in tutti gli album dal vivo pubblicati dagli Alter Bridge nel corso della loro carriera. Nelle versioni dal vivo, Kennedy introduce il brano eseguendo l'arpeggio iniziale dell'omonima canzone dei Beatles.

## Accoglienza e riconoscimenti
Il brano Blackbird è stato accolto molto bene fin dalla sua pubblicazione. Sharon Mawer di AllMusic ha scritto che «è stato nella title track di otto minuti di forti emozioni all'opera che il gruppo ha davvero brillato». Oltre ad essere considerata uno dei brani preferiti dalla critica e dai fan del gruppo, anche gli stessi componenti degli Alter Bridge l'hanno spesso citato come il loro preferito. Kennedy ha affermato in un'intervista che considera questo uno dei suoi cinque migliori successi musicali.
Nel febbraio del 2011, la rivista musicale Guitarist nominò il doppio assolo di chitarra di 1 minuto e 19 secondi, suonato rispettivamente da Kennedy e da Tremonti, collettivamente nella sua lista dei migliori assoli di chitarra di tutti i tempi. È stata data l'occasione ai lettori della rivista di votare e l'assolo vinse contro performance di chitarristi rock famosi come Jimi Hendrix, Slash, Steve Vai, John Petrucci, Eddie van Halen, Jimmy Page e David Gilmour con ampio margine. Inoltre Guitarist postò su Twitter l'annuncio della vittoria degli Alter Bridge definendola «stupefacente».

## Formazione
- Myles Kennedy – voce, chitarra
- Mark Tremonti – chitarra, cori
- Brian Marshall – basso
- Scott Phillips – batteria

## Versione dal vivo
Il 1º settembre 2017 gli Alter Bridge hanno pubblicato per il download digitale una versione dal vivo del brano, estratto come terzo singolo dal terzo album dal vivo Live at the O2 Arena + Rarities.

### Tracce
1. Blackbird (Live) – 8:59